# Вилявче
Вилявче (укр. Вілявче) — село в Бобрской городской общине Львовского района Львовской области Украины.
Население по переписи 2001 года составляло 172 человека. Занимает площадь 1,32 км². Почтовый индекс — 81221. Телефонный код — 3263.